# Jodie Williams
Jodie Alicia Williams (Welwyn Garden City, 28 de septiembre de 1993) es una deportista británica que compite en atletismo, especialista en las carreras de velocidad. Su hermana Hannah compite en el mismo deporte.
Ganó tres medallas en el Campeonato Europeo de Atletismo, en los años 2014 y 2022, y dos medallas en el Campeonato Europeo de Atletismo en Pista Cubierta de 2021.
Participó en dos Juegos Olímpicos de Verano, en los años 2016 y 2020, ocupando el sexto lugar en Tokio 2020, en la prueba de 400 m.

## Palmarés internacional
| Campeonato Europeo                   | Campeonato Europeo | Campeonato Europeo | Campeonato Europeo |
| Año                                  | Lugar              | Medalla            | Prueba             |
| ------------------------------------ | ------------------ | ------------------ | ------------------ |
| 2014                                 | Zúrich (Suiza)     | Medalla de oro     | 4 × 100 m          |
| 2014                                 | Zúrich (Suiza)     | Medalla de plata   | 200 m              |
| 2022                                 | Múnich (Alemania)  | Medalla de bronce  | 4 × 400 m          |
| Campeonato Europeo en Pista Cubierta |                    |                    |                    |
| Año                                  | Lugar              | Medalla            | Prueba             |
| 2021                                 | Toruń (Polonia)    | Medalla de plata   | 4 × 400 m          |
| 2021                                 | Toruń (Polonia)    | Medalla de bronce  | 400 m              |